# Ernst Hartwig

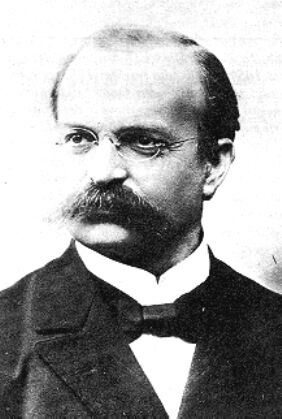
Carl Ernst Albrecht Hartwig

Carl Ernst Albrecht Hartwig (ur. 14 stycznia 1851 we Frankfurcie nad Menem, zm. 3 maja 1923 w Bambergu) – niemiecki astronom. Pracował w Obserwatorium w Strasburgu; później został dyrektorem obserwatorium Remeis-Sternwarte w Bambergu, które otwarto w 1889 roku.
20 sierpnia 1885 odkrył supernową S Andromedae w Galaktyce Andromedy. Odkrył także pięć obiektów (później okazało się, że to galaktyki), które znalazły się w New General Catalogue. Jest również odkrywcą trzech komet nieokresowych: C/1879 Q2 (Hartwig), C/1880 S1 (Hartwig) i C/1886 T1 (Barnard-Hartwig) (tę ostatnią niezależnie odkrył Edward Emerson Barnard kilkanaście godzin wcześniej).
Na jego cześć nazwano krater na Księżycu i na Marsie.